# Pylon Peak
Pylon Peak är en bergstopp i Kanada.   Den ligger i provinsen British Columbia, i den sydvästra delen av landet, 3 500 km väster om huvudstaden Ottawa. Toppen på Pylon Peak är 2 481 meter över havet, eller 409 meter över den omgivande terrängen. Bredden vid basen är 2,4 km.
Terrängen runt Pylon Peak är huvudsakligen mycket bergig.Trakten runt Pylon Peak är nära nog obefolkad, med mindre än två invånare per kvadratkilometer.. Det finns inga samhällen i närheten. 
I omgivningarna runt Pylon Peak växer i huvudsak barrskog.